# Maggi
Maggi е марка подправки, инстантни супи и полуготови спагети, възникнала в Швейцария в края на XIX век. През 1947 г. Maggi е придобита от Nestlé.

## История на произхода
През 1882 г. на среща на швейцарска обществена благотворителна организация д-р Фридолин Шулер докладва резултатите от анализ на заболеваемостта сред работниците. Лекарят смята, че липсата на протеинови съединения в храната е един от основните проблеми. Според него липсващите животински протеини могат да бъдат заменени с евтини растителни протеини. Тази идея заинтересува предприемача Юлиус Маги, собственик на компанията Julius Maggi & Cie, която има фабрики в Кемптал, Цюрих и Шафхаузен.
На 19 ноември 1884 г. продуктът, разработен от компанията на Юлиус Маги и група учени начело с доктор Шулер, е одобрен от обществената организация.
През 1885 г. компанията Julius Maggi & Cie пуска на пазара девет продукта на основата на легуминозно брашно (брашно от бобови растения), а през 1886 г. се появяват първите готови сухи супи Maggi. Основани са първите складове и клонове в чужбина, включително Maggi GmbH в Зинген, Германия през 1887 г.
Компанията снабдява всички участници по време на Първата световна война.
По време на Втората световна война германският клон на компанията Maggi си позволява да бъде въвлечен в нацистката политика, даже получава изключителен договор за доставка на специална супа за Вермахта.
Сливането на Nestlé и Maggi започва през 1947 г. и се осъществява в продължение на няколко години чрез специално създадено дружество, наречено Société de produits alimentaires et diététiques. Напълно различните продуктови гами и механизми за дистрибуция трябва да се хармонизират, но в крайна сметка се оказват взаимно допълващи се. През 1964 г. е пуснат в експлоатация завод в Людингхаузен в региона Мюнстерланд като нов производствен обект в Германия (в допълнение към завода в Зинген). През 1992 г. е открита производствена площадка в Теутшентал, близо до Хале (Зале).
Към 2020 г. германската гама на Maggi, като част от инициативата Simply Good, се фокусира върху добре познати и здравословни съставки, а съдържанието на сол е намалено.